# Taphropiestes pullivora
Taphropiestes pullivora – gatunek chrząszcza z nadrodziny zgniotków i rodziny Cavognathidae. Zamieszkuje Australię.

## Taksonomia
Gatunek ten opisany został po raz pierwszy w 1964 roku przez Roya A. Crowsona pod nazwą Cavognatha pullivora. Jako miejsce typowe wskazano Gungahlin na terenie Australijskiego Terytorium Stołecznego. Crowson umieścił ów gatunek w monotypowym wówczas rodzaju Cavognatha, który zsynonimizowany został z Taphropiestes w 2010 roku przez Adama Ślipińskiego i Wiolettę Tomaszewską w ramach rewizji rodziny Cavognathidae.

## Morfologia
Chrząszcz o wydłużonym ciele długości od 2,5 do 3,3 mm, z wierzchu dość wypłaszczonym i stosunkowo gęsto porośniętym przylegającymi, złocistymi szczecinkami równych długości. Ubarwienie ma brązowe z jasnobrązowymi czułkami i odnóżami. Oskórek jest matowy wskutek obecności gęstej, dobrze widocznej mikrorzeźby.
Głowa jest poprzeczna, słabo w tyle zwężona, z łączącą dołki U-kształtną bruzdą w części czołowej, pozbawiona przednich wypustek policzków. Oczy są na tyle duże, że nie sposób wyróżnić skroni. Czułki są wyraźnie krótsze niż głowa i przedplecze razem wzięte, grube, zbudowane z 11 członów, które od trzeciego do ostatniego są co najwyżej równie długie, jak szerokie, a trzy ostatnie formują bardzo krótką i zwartą buławkę.
Długość przedplecza wynosi od 0,6 do 0,7 jego szerokości. Przedplecze jest najszersze w ⅔ długości, na wysokości delikatnych zagięć kątowych boków, i stamtąd ku przodowi silniej niż ku tyłowi zwężone. Jego przednie i tylne kąty są rozwarte, a listewki boczne słabo dostrzegalne. Powierzchnia przedplecza ma gęsto rozmieszczone punkty nieco mniejsze niż na ciemieniu. Silnie poprzeczną tarczkę pokrywają punkty i włoski. Pokrywy są od 3 do 3⅓ dłuższe od przedplecza, od 1,6 do 1,7 razy dłuższe niż łącznie szerokie, o niewystających ku przodowi kątach barkowych, gęsto pokryte punktami tak dużymi, jak na przedpleczu. Wyrostek międzybiodrowy przedpiersia jest około dwukrotnie dłuższy od przedniego biodra i prawie tak szeroki panewka tegoż. U samców trzy pierwsze człony przednich stóp są silnie rozszerzone, a stóp środkowych rozszerzone niewyraźnie.

## Ekologia i występowanie
Gatunek endemiczny dla kontynentalnej Australii, znany z Australijskiego Terytorium Stołecznego, Wiktorii, Nowej Południowej Walii i Queenslandu. Jest nidikolem występującym w gniazdach ptaków, w tym krótkodziobków.